# Щитная улица
Щи́тная у́лица — улица в Великом Новгороде, находится на Торговой стороне, на территории исторического Плотницкого конца.
Улица начинается от Набережной Александра Невского и под прямым углом к реке Волхов уходит в восточном направлении. Протяжённость — до вала Окольного города — 690 м, через Красное поле до Рождественского кладбища — 1250 м.

## История
Впервые упоминается в Новгородской первой летописи под 6925 (1417) годом:
Того же лѣта свершены быша 6 церквии каменых: святая Троица на Колмовѣ, святыи Никола, святыи Мина на Даньслалѣ улицѣ, святыи Андрѣи на Щитнои улици, святыи Антонии у Спаса на Хутинѣ, святого Николу на Холопьи городци
.
В XVIII—XIX веках называлась Большая Андреевская улица по имени церкви апостола Андрея Первозванного. В XIX — начале XX веков на улице находились домовладения с садами и огородами, огороды причта церкви Никиты Мученика, дома преподавателей Новгородской духовной семинарии. В 1919 году была переименована в Красную улицу. Решением Новгорсовета народных депутатов от 12 сентября 1991 года историческое название было восстановлено. Застроена жилыми зданиями.

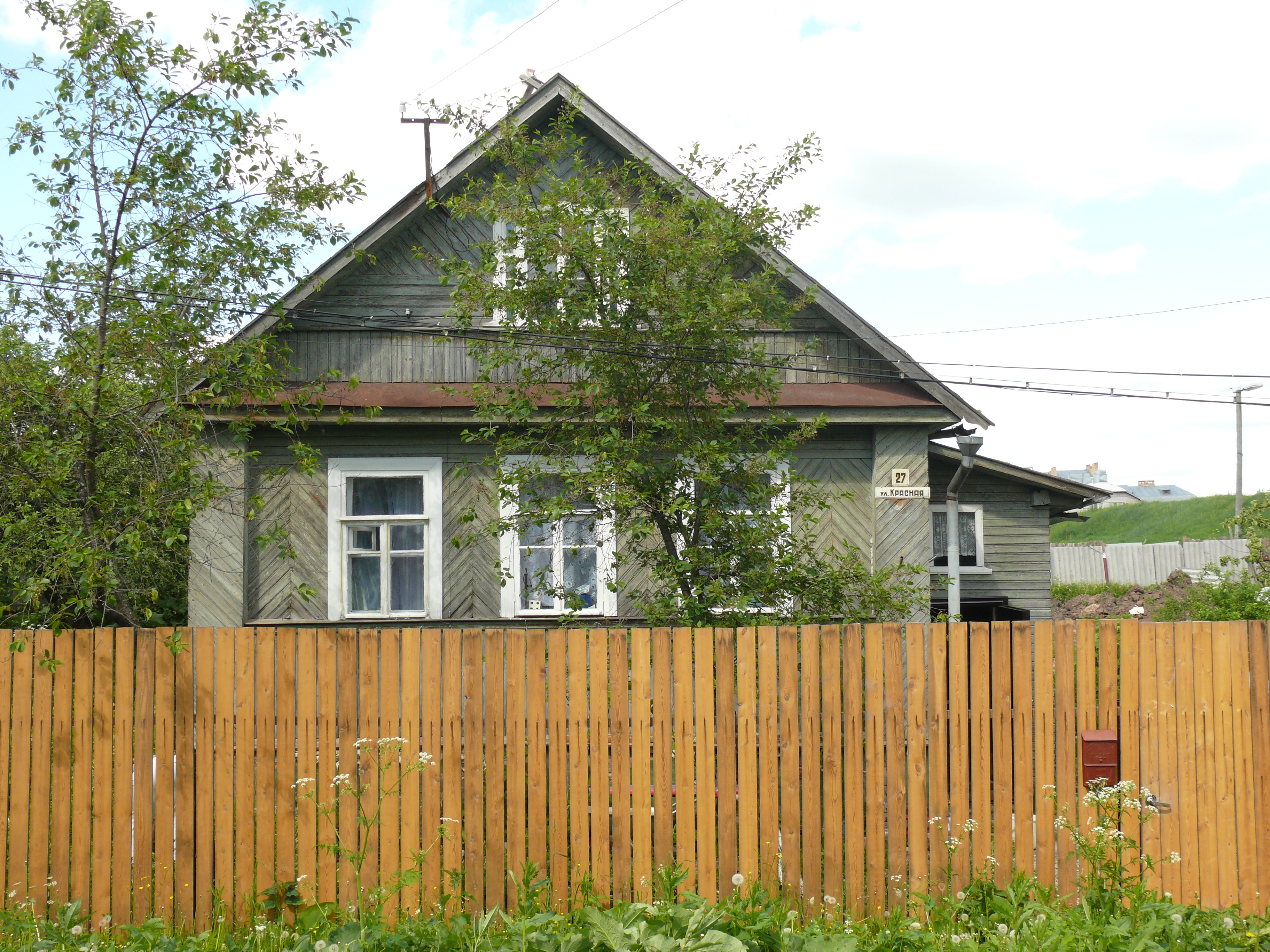
Дом со старой табличкой «улица Красная»